# Теллурид родия
Теллурид родия — бинарное неорганическое соединение
родия и теллура
с формулой RhTe,
кристаллы.

## Получение
- Нагревание стехиометрических количеств чистых веществ:

{\displaystyle {\mathsf {Rh+Te\ {\xrightarrow {657^{o}C}}\ RhTe}}}

## Физические свойства
Теллурид родия образует кристаллы
гексагональной сингонии,
пространственная группа P 63/mmc,
параметры ячейки a = 0,3987 нм, c = 0,5661 нм, Z = 2,
структура типа арсенида никеля NiAs
.
Соединение образуется по перитектической реакции при температуре 657°С .